# Acalypha subterranea
Acalypha subterranea är en törelväxtart som beskrevs av Paul G.Wilson. Acalypha subterranea ingår i släktet akalyfor, och familjen törelväxter. Inga underarter finns listade i Catalogue of Life.